# Aleksandros Ipsilantis

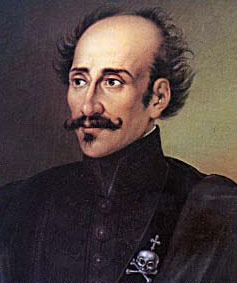
Aleksandros Ipsilantis

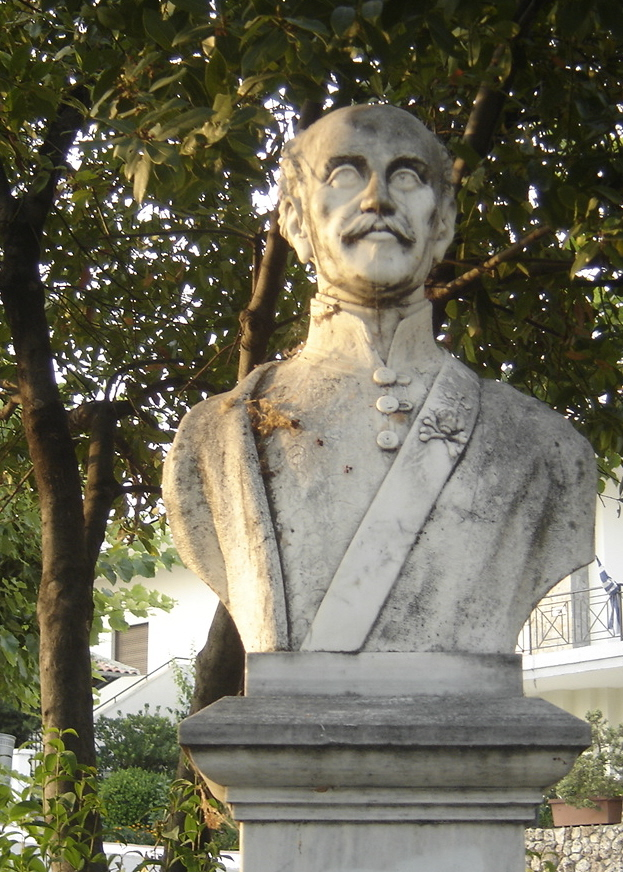
popiersie Ipsilantisa w Nea Trapezunta, okręg Pieria, w Grecji

Aleksandros Ipsilantis, Ypsilantis (gr. Αλέξανδρος Υψηλάντης, ros. Александр Константинович Ипсиланти, rum. Alexandru Ipsilanti; ur. 12 grudnia 1792 w Konstantynopolu, zm. 31 stycznia 1828 w Wiedniu) – grecki działacz polityczny, przywódca stowarzyszenia niepodległościowego Filiki Eteria i powstania antytureckiego w Rumunii w 1821 roku, generał armii rosyjskiej.

## Życiorys
Pochodził z fanariockiego rodu Ipsilantisów. Był synem hospodara Mołdawii i Wołoszczyzny Konstantyna Ipsilantisa. Jego ojciec w latach 1796–1799 pełnił na dworze sułtana osmańskiego godność wielkiego dragomana. Następnie, przez Portę osadzony na tronie mołdawskim, w trakcie wojny rosyjsko-tureckiej opowiedział się po stronie Rosji. Wyjechał w trakcie wojny, następnie zamieszkując w rodzinnym pałacu, w Kijowie. Zabrał ze sobą synów, w tym nastoletniego Aleksandra, który zaczął robić karierę w carskiej armii, uczestnicząc w wojnach napoleońskich. W trakcie kongresu wiedeńskiego, Aleksandros zyskał sympatię cara Aleksandra I, wkrótce potem osiągając stopień generalski i stanowisko carskiego adiutanta.
Pomny swych korzeni, zaangażował się w działalność stowarzyszenia Filiki Eteria, założonego w roku 1814, w Odessie, którego celem było wyzwolenie Greków spod osmańskiego panowania. Przygotowywano ogólnobałkańskie powstanie chrześcijan, licząc nie tylko na Greków (licznie zamieszkałych w Rumunii już od okresu wielkiej kolonizacji), ale także wsparcie Rosji, z której ambasadorem uzgodniono plan działania. Oczekiwano powszechnego udziału Rumunów i słowiańskiej ludności Bałkanów (zwłaszcza Serbów). Ipsilantisa wybrano dowódcą akcji.
Ipsilantis zmienił plan, pierwotnie zakładający jedynie dywersyjny charakter powstań w księstwach rumuńskach i zdecydował się wkroczyć do Mołdawii i Wołoszczyzny, by następnie posuwać się w głąb Bałkanów. Sygnałem do rozpoczęcia akcji stała się śmierć hospodara wołoskiego Aleksandra Suțu w styczniu 1821 – władzę w Bukareszcie przejęła wówczas konspirująca z Ipsilantisem opozycja, zgodnie z ustaleniami wzniecając powstanie (na jego czele stanął Tudor Vladimirescu). Wkrótce potem, w lutym, Ipsilantis wkroczył do Mołdawii zajmując w porozumieniu z tutejszym hospodarem Michałem Grzegorzem Suțu Jassy. Wydał tam odezwę do rumuńskiej ludności zapewniając, że jego celem jest tylko przemarsz przez Rumunię i walka z Turkami.
Wypadki potoczyły się niezgodnie z planem. Odezwa niezręcznie odsłoniła powiązania z Rosją i także z międzynarodowym ruchem rewolucyjnym. Również powstanie Vladimirescu na Wołoszczyźnie przyjęło odmienny od zakładanego charakter, na pierwszym miejscu stawiając hasła społeczne. Toteż działania Ipsilantisa potępiło Święte Przymierze i nie mogła już nadejść pomoc Rosji. Znacząco zmniejszyło to szanse ruchu, wywołując odwrócenie się odeń rumuńskich stronników, którzy woleli wyjechać z kraju. Mimo to opanował Mołdawię i z niewielkimi siłami wkroczył na Wołoszczyznę. Tutaj jednak okazało się, że niemożliwa będzie współpraca z powstańcami Vladimirescu – rozmowy dwóch przywódców doprowadziły do uzgodnienia jedynie zachowania neutralności pomiędzy obu ruchami, przy czym Vladimirescu opanował Bukareszt i ogłosił się hospodarem wołoskim, a Ipsilantis zajął podgórskie rejony Karpat, pod granicą austriacką.
Vladimirescu, nie widząc szans w działaniu samodzielnym i tracąc nadzieję na interwencję Rosji, zaplanował pozbycie się heterystów z kraju, dla osiągnięcia kompromisu z Portą. I choć odmówił udziału w działaniach wojskowych przeciw Ipsilantisowi, to gdy korespondencja z Turkami wpadła w ręce Greków, uznano go za zdrajcę. Wkrótce został obalony przez spisek własnych oficerów, wydany Grekom, został przez nich stracony.
W ten sposób, w rumuńskich księstwach, jedynym przeciwnikiem Porty pozostały oddziały Ipsilantisa. 7 czerwca Turcy pobili je pod Drăgășani. Pozostawiając towarzyszy, Ipsilantis skrycie przedostał się do Siedmiogrodu, gdzie uwięzili go Austriacy. Grupy powstańców, przez jakiś czas broniły się jeszcze w ufortyfikowanych, rumuńskich monastyrach, m.in. Secu i Cozia.
Ipsilantis został uwięziony w austriackiej twierdzy Terezin, skąd zwolniono dopiero w listopadzie 1827, dzięki interwencji Mikołaja I, jednak bez zgody cara na przyjazd Ipsilantisa do Rosji. W styczniu 1828 były powstaniec zmarł w Wiedniu, a jego szczątki, jako bohatera walki o niepodległość, w 1964 sprowadzono uroczyście do Aten.
Brat Aleksandrosa, Dimitrios Ipsilantis (1794–1832) został jednym z przywódców wojny o niepodległość Grecji, dwukrotnie sprawując także greckie naczelne dowództwo.